# Olympische Geschichte Togos
| Gelbes Symbol für Goldmedaillen mit stilisierten Olympischen Ringen | Graues Symbol für Silbermedaillen mit stilisierten Olympischen Ringen | Braundes Symbol für Bronzemedaillen mit stilisierten Olympischen Ringen |
| ------------------------------------------------------------------- | --------------------------------------------------------------------- | ----------------------------------------------------------------------- |
| —                                                                   | —                                                                     | 1                                                                       |

Togo, dessen NOK, das Comité National Olympique Togolais, 1963 gegründet und 1965 vom IOC anerkannt wurde, nahm erstmals 1972 an Olympischen Sommerspielen teil. 1976 schloss sich Togo dem Boykottaufruf für die Spiele in Montreal und 1980 für die Spiele in Moskau an. 2014 nahm das Land erstmals an Olympischen Winterspielen teil.

## Übersicht

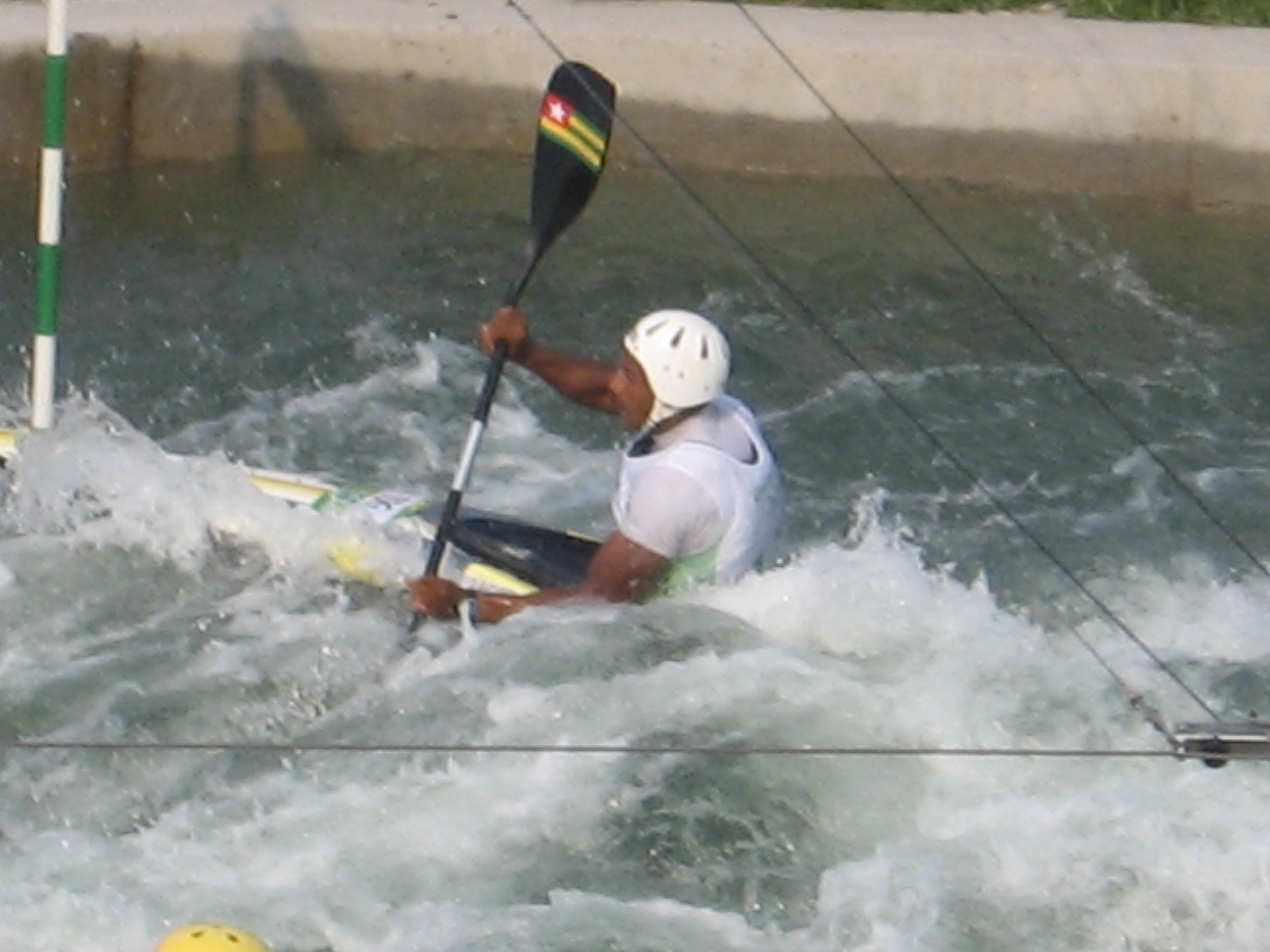
Benjamin Boukpeti in seinem Lauf zur Bronzemedaille 2008

Leichtathleten, Boxer und Radrennfahrer bildeten die Olympiamannschaft Togos, die zu den Spielen von München 1972 reiste. Erster Olympionike war der Boxer Guy Segbaya, der am 27. August 1972 im Federgewicht antrat. Togo folgte den Boykottaufrufen der afrikanischen Länder bzw. der USA und blieb den Spielen von Montreal 1976 und Moskau 1980 fern.
Bis 2004 in Athen konnten togolesische Teilnehmer keine Erfolge vorweisen. 2000 in Sydney nahm erstmals ein Judoka aus Togo teil. Außerdem ging mit der erst 14-jährigen 800-Meter-Läuferin Direma Banasso die erste Frau Togos bei Olympischen Spielen an den Start. In Athen ging zum ersten Mal ein Kanute an den Start.
2008 in Peking war Togo erstmals im olympischen Tennis vertreten. In Peking konnte der Slalomkanute Benjamin Boukpeti die erste und bis heute einzige Medaille Togos gewinnen. Boukpeti, der im Einer-Kajak antrat, gewann Bronze.  2012 in London nahmen erstmals ein Tischtennisspieler und eine Schwimmerin teil, 2016 in Rio de Janeiro eine Ruderin.
Zwei Frauen, eine Langläuferin und eine Skirennfahrerin, bildeten 2014 in Sotschi die erste togolesische Olympiamannschaft bei Winterspielen. Die erste Wintersportlerin Togos war die Langläuferin Mathilde-Amivi Petitjean, die am 13. Februar 2014 im Wettbewerb über 10 km an den Start ging. Bei den Sommerspielen 2024 in Paris ging erstmals ein Triathlet aus Togo an den Start.

## Übersicht der Teilnehmer

### Sommerspiele
| Jahr      | Athleten           | Athleten           | Athleten           | Sportarten         | Sportarten         | Sportarten         | Sportarten         | Sportarten         | Sportarten         | Sportarten         | Sportarten         | Sportarten         | Sportarten         | Medaillen          | Medaillen          | Medaillen          | Medaillen          | Rang               |
| Jahr      | Gesamt             |                    |                    |                    |                    | Kanusport          |                    |                    |                    |                    |                    |                    |                    |                    |                    |                    | Medaillen – Gesamt | Rang               |
| --------- | ------------------ | ------------------ | ------------------ | ------------------ | ------------------ | ------------------ | ------------------ | ------------------ | ------------------ | ------------------ | ------------------ | ------------------ | ------------------ | ------------------ | ------------------ | ------------------ | ------------------ | ------------------ |
| 1896–1968 | nicht teilgenommen | nicht teilgenommen | nicht teilgenommen | nicht teilgenommen | nicht teilgenommen | nicht teilgenommen | nicht teilgenommen | nicht teilgenommen | nicht teilgenommen | nicht teilgenommen | nicht teilgenommen | nicht teilgenommen | nicht teilgenommen | nicht teilgenommen | nicht teilgenommen | nicht teilgenommen | nicht teilgenommen | nicht teilgenommen |
| 1972      | 7                  | 7                  | 0                  | 3                  |                    |                    | 2                  | 2                  |                    |                    |                    |                    |                    |                    |                    |                    |                    |                    |
| 1976–1980 | nicht teilgenommen | nicht teilgenommen | nicht teilgenommen | nicht teilgenommen | nicht teilgenommen | nicht teilgenommen | nicht teilgenommen | nicht teilgenommen | nicht teilgenommen | nicht teilgenommen | nicht teilgenommen | nicht teilgenommen | nicht teilgenommen | nicht teilgenommen | nicht teilgenommen | nicht teilgenommen | nicht teilgenommen | nicht teilgenommen |
| 1984      | 6                  | 6                  | 0                  | 3                  |                    |                    | 3                  |                    |                    |                    |                    |                    |                    |                    |                    |                    |                    |                    |
| 1988      | 6                  | 6                  | 0                  | 3                  |                    |                    | 3                  |                    |                    |                    |                    |                    |                    |                    |                    |                    |                    |                    |
| 1992      | 6                  | 6                  | 0                  |                    |                    |                    | 4                  | 2                  |                    |                    |                    |                    |                    |                    |                    |                    |                    |                    |
| 1996      | 5                  | 5                  | 0                  |                    |                    |                    | 5                  |                    |                    |                    |                    |                    |                    |                    |                    |                    |                    |                    |
| 2000      | 3                  | 2                  | 1                  |                    | 1                  |                    | 2                  |                    |                    |                    |                    |                    |                    |                    |                    |                    |                    |                    |
| 2004      | 3                  | 2                  | 1                  |                    |                    | 1                  | 2                  |                    |                    |                    |                    |                    |                    |                    |                    |                    |                    |                    |
| 2008      | 4                  | 3                  | 1                  |                    | 1                  | 1                  | 1                  |                    |                    |                    | 1                  |                    |                    |                    |                    | 1                  | 1                  | 80                 |
| 2012      | 6                  | 4                  | 2                  |                    | 1                  | 1                  | 2                  |                    |                    | 1                  |                    | 1                  |                    |                    |                    |                    |                    |                    |
| 2016      | 5                  | 2                  | 3                  |                    |                    |                    | 2                  |                    | 1                  | 2                  |                    |                    |                    |                    |                    |                    |                    |                    |
| 2020      | 4                  | 3                  | 1                  |                    |                    |                    | 1                  |                    | 1                  | 1                  |                    | 1                  |                    |                    |                    |                    |                    |                    |
| 2024      | 5                  | 2                  | 3                  |                    |                    |                    | 1                  |                    | 1                  | 2                  |                    |                    | 1                  |                    |                    |                    |                    |                    |
| Gesamt    | Gesamt             | Gesamt             | Gesamt             | Gesamt             | Gesamt             | Gesamt             | Gesamt             | Gesamt             | Gesamt             | Gesamt             | Gesamt             | Gesamt             | Gesamt             | 0                  | 0                  | 1                  | 1                  |                    |

### Winterspiele

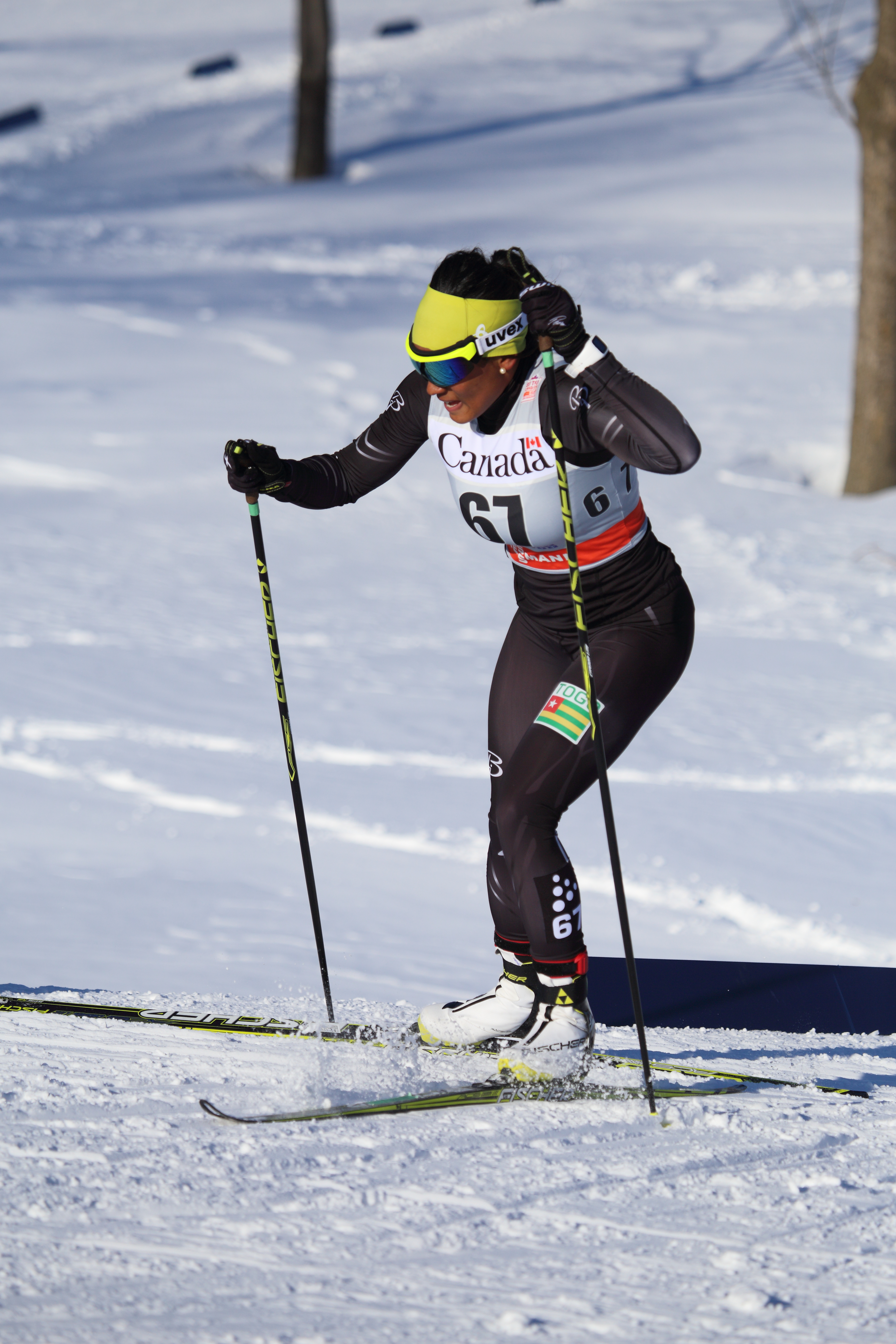
Mathilde-Amivi Petitjean, die erste Wintersportlerin Togos (Foto von 2010)

| Jahr      | Athleten           | Athleten           | Athleten           | Sportarten         | Sportarten         | Medaillen          | Medaillen          | Medaillen          | Medaillen          | Rang               |
| Jahr      | Gesamt             |                    |                    |                    |                    |                    |                    |                    | Medaillen – Gesamt | Rang               |
| --------- | ------------------ | ------------------ | ------------------ | ------------------ | ------------------ | ------------------ | ------------------ | ------------------ | ------------------ | ------------------ |
| 1924–2010 | nicht teilgenommen | nicht teilgenommen | nicht teilgenommen | nicht teilgenommen | nicht teilgenommen | nicht teilgenommen | nicht teilgenommen | nicht teilgenommen | nicht teilgenommen | nicht teilgenommen |
| 2014      | 2                  | 0                  | 2                  | 1                  | 1                  |                    |                    |                    |                    |                    |
| 2018      | 1                  | 0                  | 1                  | 1                  |                    |                    |                    |                    |                    |                    |
| 2022      | nicht teilgenommen | nicht teilgenommen | nicht teilgenommen | nicht teilgenommen | nicht teilgenommen | nicht teilgenommen | nicht teilgenommen | nicht teilgenommen | nicht teilgenommen | nicht teilgenommen |
| Gesamt    | Gesamt             | Gesamt             | Gesamt             | Gesamt             | Gesamt             | 0                  | 0                  | 0                  | 0                  |                    |

## Liste der Medaillengewinner

### Goldmedaillen
Bislang (Stand 2024) keine Goldmedaillen.

### Silbermedaillen
Bislang (Stand 2024) keine Silbermedaillen

### Bronzemedaillen
| Name              | Spiele      | Sportart  | Disziplin |
| ----------------- | ----------- | --------- | --------- |
| Benjamin Boukpeti | 2008 Peking | Kanusport | K1 Slalom |

## Medaillen nach Sportart
| Sportart  | Gold | Silber | Bronze | Gesamt |
| Kanusport | 0    | 0      | 1      | 1      |
| Gesamt    | 0    | 0      | 1      | 1      |